# Valentići
Valentići is een plaats in de gemeente Kaštelir-Labinci in de Kroatische provincie Istrië. De plaats telt 70 inwoners (2001).